# Martin Lichtmesz
Martin Lichtmesz (anagram för hans födelsenamn: Martin Semlitsch), född 1976 i Wien, är en österrikisk skribent, publicist och översättare inom nya högern.
Han har bland annat skrivit för Zwielicht-Magazin, Neue Ordnung och eigentümlich frei. 2005 började han skriva för Junge Freiheit (JF) som filmkritiker och skrev bland annat artiklar om Pier Paolo Pasolini, Luchino Visconti och Hans-Jürgen Syberberg. Sedan 2007 medverkar han i Götz Kubitscheks nya högern-tidskrift Sezession. Enligt bedömare som Gürcan Kökgiran och Kristina Nottbohm är han en av de "viktigaste skribenterna" på Sezession; journalisten Patrick Bahners kallade honom 2016 på FAZ.net för "det smartaste huvudet i skribentkretsen kring högertankesmedjan ‚Institut für Staatspolitik‘ i Schnellroda".

## Skrifter (urval)
Monografier
- Besetztes Gelände. Deutschland im Film nach '45 (Kaplaken. 22). Edition Antaios, Schnellroda 2010, ISBN 978-3-935063-92-0.
- Die Verteidigung des Eigenen. Fünf Traktate (Kaplaken. 28). Edition Antaios, Schnellroda 2010, ISBN 978-3-935063-98-2.
- Kann nur ein Gott uns retten? glauben, hoffen, standhalten. Verlag Antaios, Schnellroda 2014, ISBN 978-3-944422-00-8.
- Ich bin nicht Charlie. Meinungsfreiheit nach dem Terror (Kaplaken. 45). Verlag Antaios, Schnellroda 2015, ISBN 978-3-944422-45-9.
- Die Hierarchie der Opfer. Edition Antaios, Schnellroda 2017, ISBN 978-3-944422-51-0
- Mit Linken leben. mit Caroline Sommerfeld, Edition Antaios, Schnellroda 2017, ISBN 978-3-944422-96-1

Redaktörskap
- Fjordman: Europa verteidigen. Zehn Texte. Edition Antaios, Schnellroda 2011, ISBN 978-3-935063-66-1. (tillsammans med Manfred Kleine-Hartlage).

Bidrag i antologier
- Tödliche Krankheiten. Über Todeskultur, Dekadenz und Kulturpessimismus. I: Heiko Luge (red.): Grenzgänge. Liber amicorum für den nationalen Dissidenten Hans-Dietrich Sander. Ares-Verlag, Graz 2008, ISBN 978-3-902475-60-2, S. 116 ff.
- Vom Rüschenhemd zur Uniform. I: Alexander Nym (red.): Schillerndes Dunkel. Geschichte, Entwicklung und Themen der Gothic-Szene. Plöttner Verlag, Leipzig 2010, ISBN 978-3-941848-16-0, S. 373 ff.
- Buntheit und Vielfalt. I: Werner Reichel (red.): Infantilismus. Der Nanny-Staat und seine Kinder. Frank&Frei-Verlag, Wien 2016, ISBN 978-3-9504081-6-4
- Feinde des Volkes, Feinde der Demokratie? Notizen zu Jan-Werner Müllers Essä ‚Was ist Populismus?‘. I: Christian Günther/Werner Reichel (red.): Populismus. Das unerhörte Volk und seine Feinde. Frank&Frei-Verlag, Wien 2017, ISBN 978-3-9504081-9-5

Översättningar
- Från franska: Jean Raspail: Das Heerlager der Heiligen. [Roman]. Verlag Antaios, Schnellroda 2015, ISBN 978-3-944422-12-1.
- Från franska: Renaud Camus: Revolte gegen den Großen Austausch. Verlag Antaios, Schnellroda 2016, ISBN 978-3-944422-23-7.
- Från engelska: Jack Donovan: Der Weg der Männer. Verlag Antaios, Steigra 2016, ISBN 978-3-944422-24-4.